# Blanco (Teksas)
Blanco – miasto w Stanach Zjednoczonych, w stanie Teksas, w hrabstwie Blanco.